# Palais Pallavicini

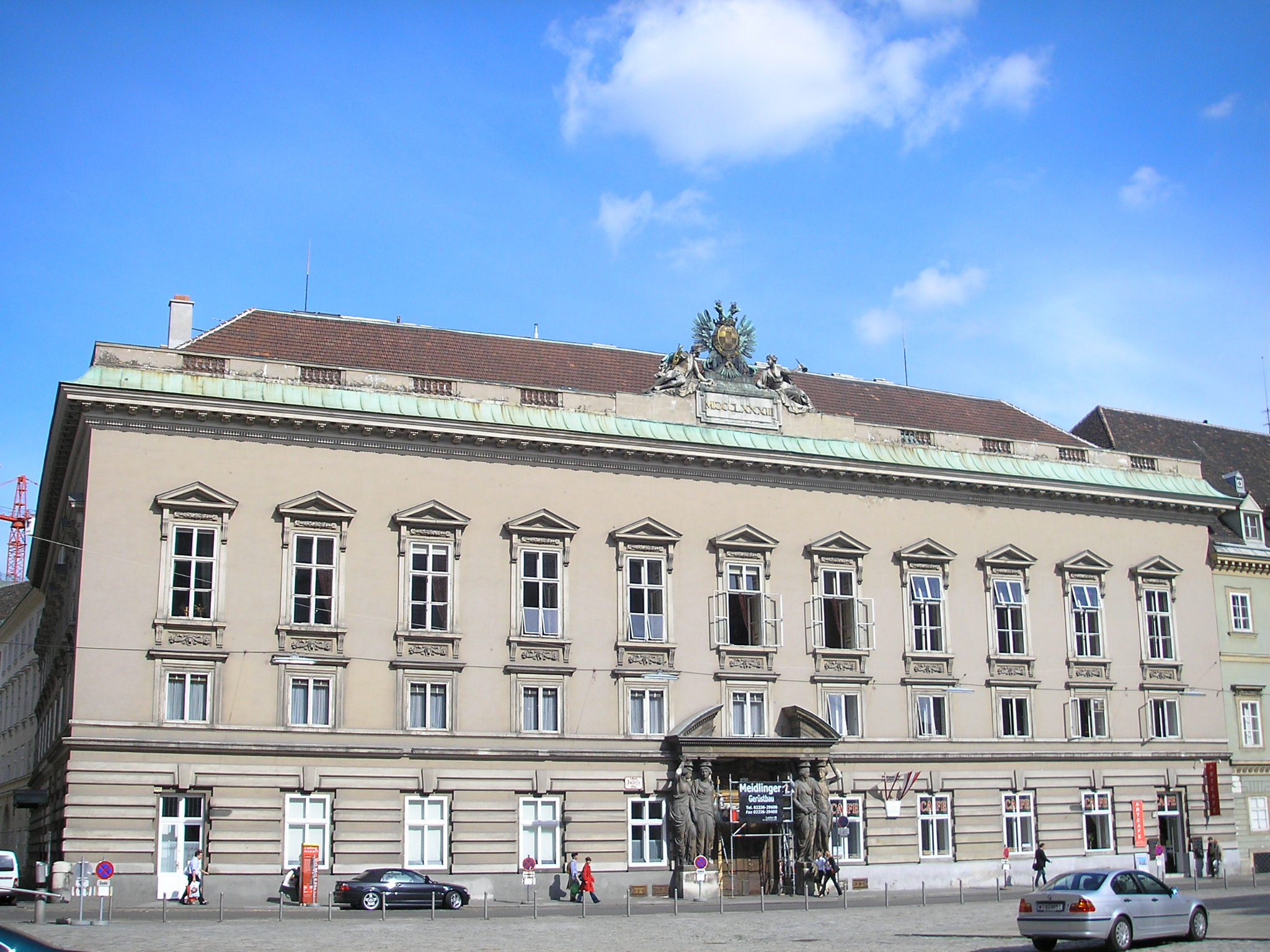
Das Palais Pallavicini am Wiener Josefsplatz

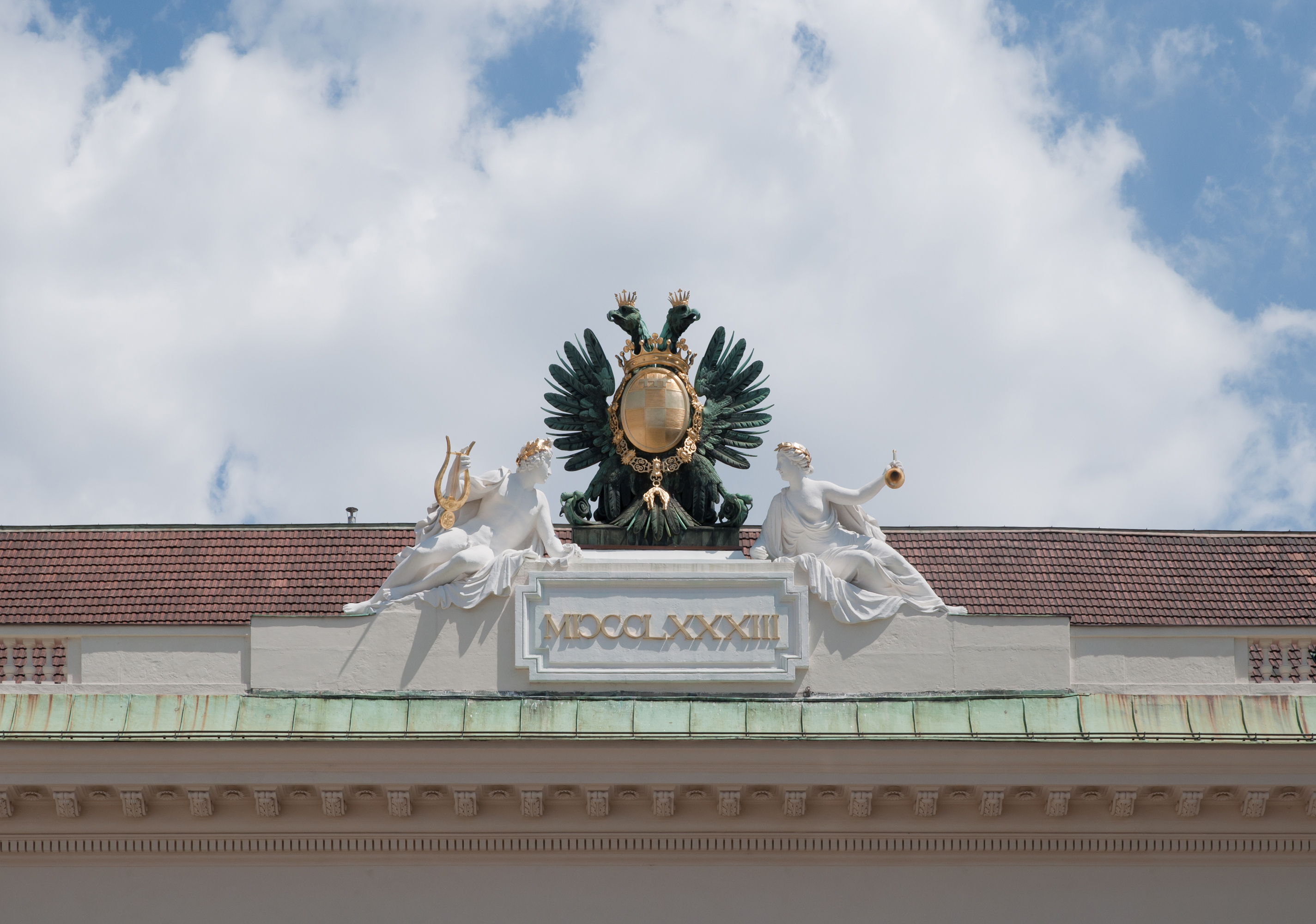
Wappen derer von Pallavicini am Gesims

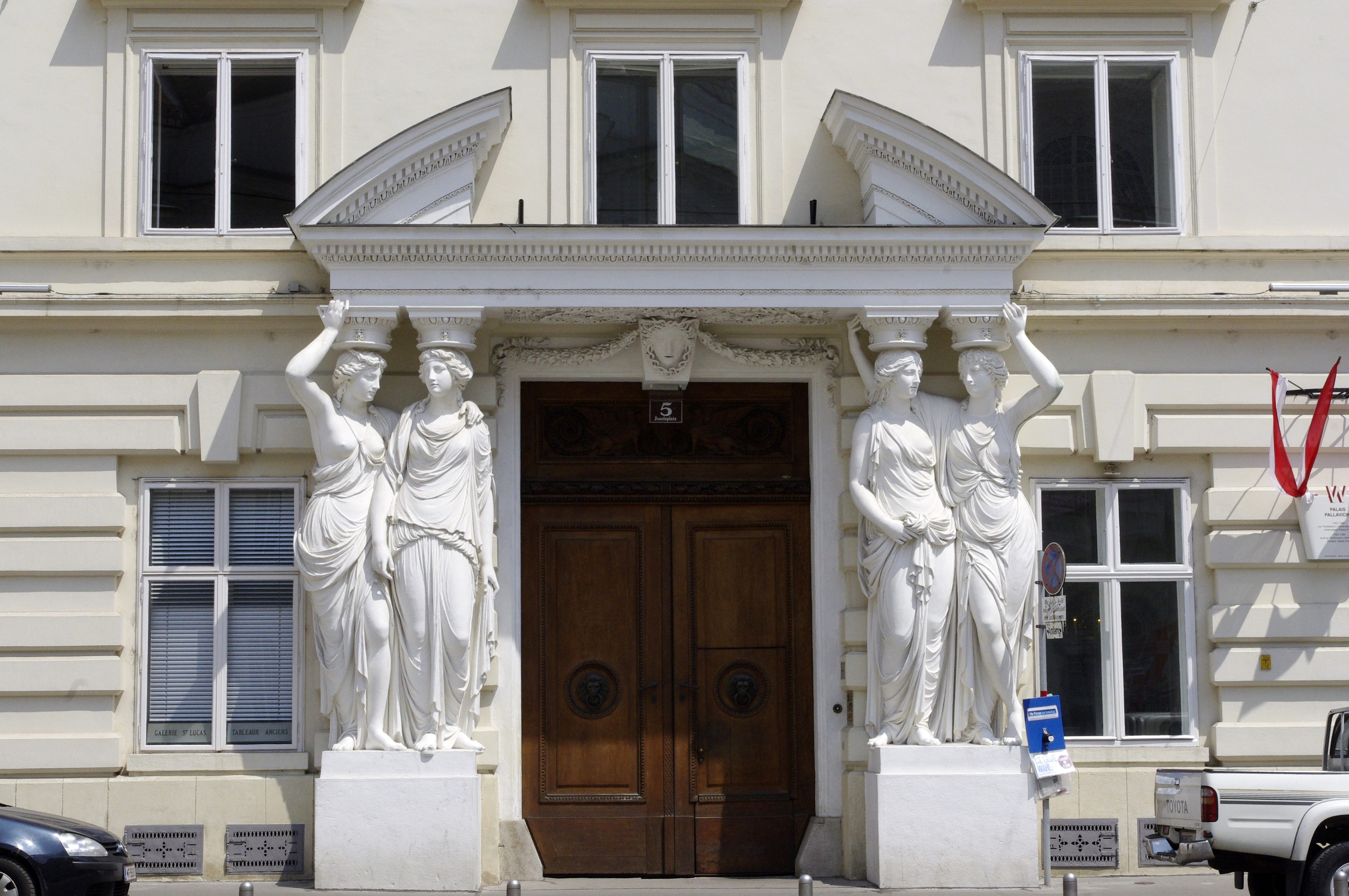
Karyatiden am Portal des Palais

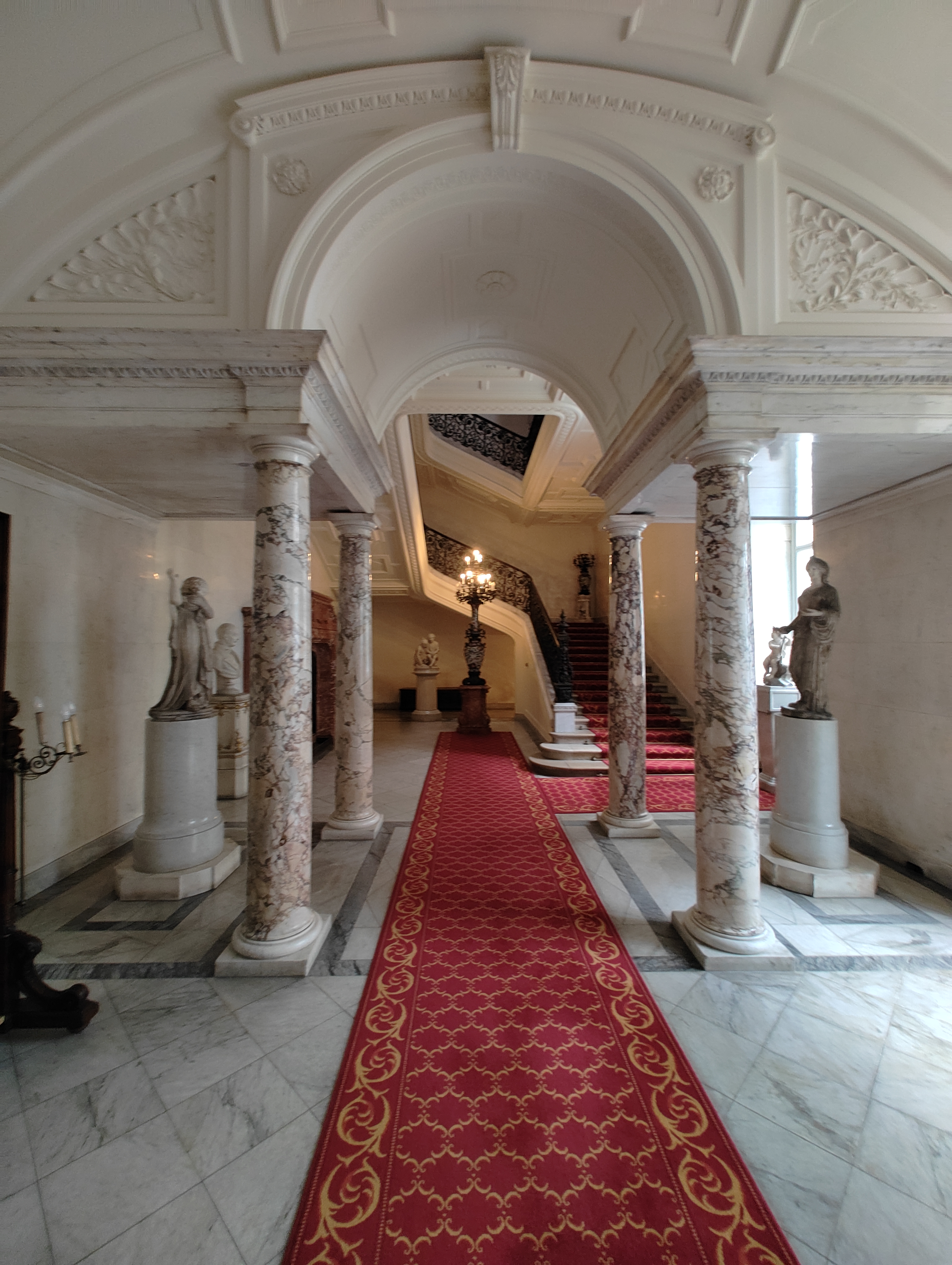
Die Prunkstiege im Palais

Das Palais Pallavicini, auch bekannt als Palais Fries-Pallavicini, ist ein Palais in der Wiener Innenstadt. Es steht am Josefsplatz 5, gegenüber dem Bibliothekstrakt der Hofburg.

## Geschichte
An der Stelle des Palais Pallavicini stand einst das Majoratshaus der Grafen Salm. Es war im 16. Jahrhundert Eigentum des Verteidigers von Wien, Niklas Graf Salm-Neuburg. Sein Bruder Hektor verkaufte es 1559 an Kaiser Ferdinand I., der es seinem Sohn Karl überließ. Als dessen Nichte Elisabeth, die Gemahlin Karls IX. von Frankreich, als Witwe nach Wien zurückkehrte, erwarb sie die Liegenschaft und gründete 1592 das königliche Frauen- oder Königinnenkloster, dem sie als erste Äbtissin vorstand. Nach dessen Aufhebung durch Kaiser Joseph II. im Jahr 1782 wurden die einzelnen Gebäudetrakte aufgeteilt.
Ein Teil kam an den Bankier und späteren Reichsgrafen Johann von Fries, der auch das ehemalige Salm-Hofkirchner’sche Haus dazuerwarb. 1783/84 ließ er die einzelnen Gebäude abbrechen und an ihrer Stelle für sich und seine Familie ein neues Palais errichten.
Das Palais gilt als eines der Hauptwerke des Architekten Johann Ferdinand Hetzendorf von Hohenberg, dem Erbauer der Gloriette von Schönbrunn. Der zur Bräunerstraße gerichtete hintere Gebäudeteil wurde gleichzeitig als Zinshaus erbaut. Das Palais hatte seinerzeit die erste rein klassizistische Hausfront in Wien. Die Zeitgenossen fanden die Fassade viel zu schlicht, vor allem deshalb, weil das Palais ja in unmittelbarer Nähe zur Hofburg liegt. Es wurde auf jegliche Fassadengliederung verzichtet – nicht einmal am Eingangsportal war Schmuck vorgesehen. Vor dem Palais sollten zudem noch in regelmäßigen Abständen Vasen aufgestellt werden. Dies lief dem damals noch vorherrschenden barocken Geschmack, der auf dekorative Zentrierung auf einen Punkt hin (etwa dem Eingangsportal eines Palais) Wert legte, völlig zuwider. Als Reaktion darauf wurde das Eingangsportal umgestaltet.
Beide Söhne des Bauherrn, Josef und Moritz I., Grafen von Fries, waren bedeutende Kunstförderer. 300 Gemälde und mehr als 100.000 Kupferstiche enthielt die Bildergalerie im Palais. Hier befand sich eine Bibliothek von 16.000 Bänden und eine bedeutende Skulpturensammlung. Berühmt waren die Konzerte und Soiréen, die in den Repräsentationsräumen abgehalten wurden. Nach dem Zusammenbruch des Bankhauses Fries wurde das Palais verkauft und die wertvolle Fries’sche Kunstsammlung, eine der größten und reichhaltigsten Wiens, versteigert.
Das Palais kam 1828 in den Besitz des Bankiers und Unternehmers Freiherrn Georg Simon von Sina, der auch das Schloss Vöslau aus der Fries’schen Konkursmasse erwarb. 1842 verkaufte er das Palais an Alphons Marchese Pallavicini, dessen Nachkommen es nach wie vor bewohnen, den Großteil der Räume aber vermieten. So haben hier zwei Wiener Institutionen ihren Sitz: der Wiener Rennverein und im ehemaligen Pferdestall die Tanzschule Elmayer. 1873 wurde das Innere des Gebäudes unter Alphons' Sohn Markgraf Alexander Oswald Pallavicini (1853–1933) im Stil des Historismus umgestaltet, vor allem das Stiegenhaus mit Kaiserstein-Stufen und die Festräume, aus dieser Zeit stammt auch der Großteil der Innenausstattung.
Das Palais wurde Ort zahlreicher Feste, mit denen die Pallavicini ihren Reichtum zur Schau stellten. Die Zeitgenossin Fürstin Nora Fugger beschrieb das Palais in ihrer Biographie: „Niemand soll aber glauben, daß ich an alle diese gewiß sehr interessanten historischen Dinge dachte, als wir – wie immer als letzte – den wundervollen Tanzsaal im Palais Pallavicini betraten. Der Markgraf Sandor Pallavicini und seine Frau machten in liebenswürdigster Weise die Honneurs. Markgräfin Irma war eine der imposantesten Erscheinungen Wiens. Mit ihrem prachtvollen Familienschmuck und ihrer herrlichen, junonischen Gestalt eblouierte sie alle Eintretenden. Die Feste im Palais am Josefsplatz waren besonders beliebt. Alles war von raffinierter élegance.“
Auch im 20. Jahrhundert war das Gebäude von Bedeutung: Ab 1939 bis zur kriegsbedingten Verbringung der Instrumente war es Ausstellungsort der Sammlung alter Musikinstrumente und Schauplatz historischer Hausmusiken. Im Film Der dritte Mann ist es das Wohnhaus von Harry Lime.

## Beschreibung
Die klassizistische Hauptfassade am Josefsplatz wirkt gerade durch ihre Einfachheit sehr elegant. Sie wird nur durch die elf Fensterachsen gegliedert. Über dem gebänderten Erdgeschoß liegen das mezzaninartige Zwischengeschoß und darüber die hohen Fenster der Gesellschaftsräume. Auf Grund der schlechten Architekturkritiken ließ der Bauherr das Portal nachträglich etwas repräsentativer gestalten. Reichsgraf Fries beauftragte den Bildhauer Franz Anton von Zauner mit der Hinzufügung eines Karyatidenportals und mehrerer Attikafiguren.
Es verfügt nun über einen gesprengten Giebel, der von vier mächtigen Karyatiden getragen wird. Sie sind ein Werk von Franz Anton von Zauner aus dem Jahr 1786. Die hier vorgesehenen vier großen Vasen kamen in den Park von Schloss Vöslau. Die Attika ist mit einem großen Pallavicini-Wappen geschmückt, das von zwei sitzenden allegorischen Figuren gehalten wird. Das repräsentative Treppenhaus mit seinem triumphbogenartigen Durchgang und den Muschelmotiven der Stuckdekorationen wurde 1873 „modernisiert“. Die Räume der Beletage sind prachtvoll mit Spiegeln, Gobelins, Lustern und Kaminen ausgestattet. Besonders schön ist der überreich dekorierte Festsaal im Stil des Neo-Rokokos.